# Juniperus pinchotii
Juniperus pinchotii, deutsch auch Texas-Wacholder genannt, ist eine Pflanzenart aus der Familie der Zypressengewächse (Cupressaceae). Sie ist im Süden der USA und im Norden Mexikos heimisch.

## Beschreibung
Juniperus pinchotii wächst als immergrüner Strauch oder kleiner Baum der Wuchshöhen von bis zu 6 Metern erreichen kann. Meist bildet die Art mehrere Stämme mit Durchmessern von bis zu 20 Zentimetern aus. Die Krone ist flach kugelig bis unregelmäßig geformt und wird von gerade abgehenden oder aufsteigenden Ästen gebildet. Die glatte, aschgraue bis braune Stammborke wird mit zunehmendem Alter faserig und blättert in langen Streifen ab. Die glatte Rinde blättert bei den Ästen in Streifen oder Schuppen ab. Die Rinde der steifen, etwa 5 bis 10 Millimeter dicken und im Querschnitt drei- oder viereckigen Zweige ist glatt.
Die Art bildet sowohl nadelartige als auch schuppenartige Blätter aus, welche beide gleichzeitig auf einem Baum vorkommen können. Die schuppenartige Form ist jedoch meist häufiger. Alle Blätter sind gelbgrün gefärbt, haben einen fein gezähnten Blattrand und auf der Blattunterseite elliptische bis längliche Drüsen, von denen viele eine aromatisch duftende, weiße Substanz absondern. Die nadelartigen Blätter werden 4 bis 6 Millimeter lang und haben keine blaugrüne Färbung auf der Blattoberseite. Die schuppenartigen Blätter werden 1 bis 2 Millimeter lang. Ihre Spitze ist spitz zulaufend und sie überlappen sich meist nicht oder nur bis zu einem Fünftel ihrer Länge.
Juniperus pinchotii ist zweihäusig-getrenntgeschlechtig (diözisch) und die Beerenzapfen reifen innerhalb eines Jahres. Die saftigen, nicht harzigen und süß schmeckenden Beerenzapfen haben einen geraden Stiel und sind bei einer Dicke von 6 bis 10 Millimeter kugelig bis eiförmig geformt. Sie sind zur Reife hin kupferfarben bis kupferrot gefärbt. Jeder der Zapfen trägt ein bis zwei, 4 bis 5 Millimeter große Samen.

## Verbreitung und Standort

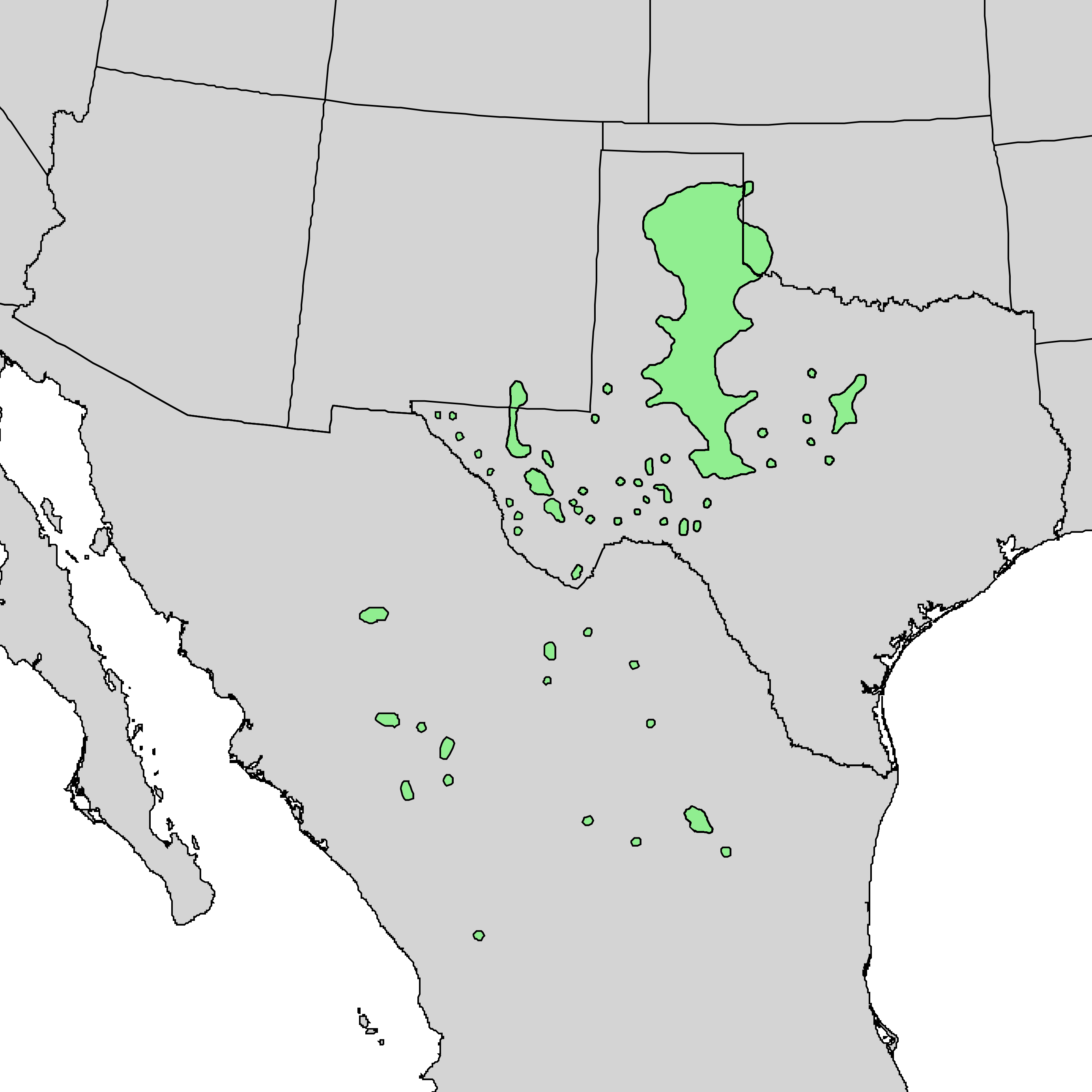
Karte des Verbreitungsgebietes

Das natürliche Verbreitungsgebiet von Juniperus pinchotii umfasst den Süden der USA sowie den Norden Mexikos. In den USA findet man die Art im Südosten New Mexicos, in Oklahoma und in Texas. In Mexiko umfasst das Verbreitungsgebiet die Bundesstaaten Chihuahua, Coahuila, Durango, Nuevo León, Sonora, Tamaulipas sowie Zacatecas.
Juniperus pinchotii gedeiht in Höhenlagen von 300 bis 1700 Metern. Man findet die Art vor allem auf niedrigen Hügeln und in Schluchten, wo sie auf kiesigen Kalkböden sowie auf gipshaltigen Böden wächst. Es werden häufig Mischbestände mit der Honig-Mesquite (Prosopis glandulosa) und Quercus turbinella gebildet.

## Ökologie
Die Samen sind in der Lage Brände zu überleben und erst nach dem Feuer zu keimen. Auch die ausgewachsenen Pflanzen sind in der Lage nach einem Feuer neue Triebe auszubilden.

## Systematik
Die Erstbeschreibung als Juniperus pinchotii erfolgte 1905 durch George Bishop Sudworth in Forestry and Irrigation, Band 10, Seite 204. Synonyme für Juniperus pinchotii Sudw. sind Juniperus monosperma var. pinchotii (Sudw.) Melle, Juniperus texensis Melle sowie Sabina pinchotii (Sudw.) I.M. Lewis.
Die Art kann in bis zu zwei Varietäten unterteilt werden:
Juniperus pinchotii var. pinchotii ist die Nominatform
Juniperus pinchotii var. erythrocarpa (Cory) Silba hat heller rot gefärbte Beerenzapfen. Ein Synonym ist Juniperus erythrocarpa Cory.
Juniperus pinchotii bildet natürliche Hybride mit dem Rotbeeren-Wacholder (Juniperus coahuilensis).

## Gefährdung und Schutz
Juniperus pinchotii wird  in der Roten Liste der IUCN  als Least Concern  (gering gefährdet) geführt.

### Weblink
- Juniperus pinchotii in der Roten Liste gefährdeter Arten der IUCN 2013.2. Eingestellt von: Farjon, A., 2011. Abgerufen am 23. April  2014.